# Gepo
Gepo (kinesiska: 葛坡镇, 葛坡) är en köping i Kina. Den ligger i den autonoma regionen Guangxi, i den södra delen av landet, omkring 380 kilometer nordost om regionhuvudstaden Nanning. Antalet invånare är 16852. Befolkningen består av 8 118 kvinnor och 8 734 män. Barn under 15 år utgör 21,0 %, vuxna 15-64 år 67 %, och äldre över 65 år 10,0 %.
Genomsnittlig årsnederbörd är 2 112 millimeter. Den regnigaste månaden är juni, med i genomsnitt 370 mm nederbörd, och den torraste är oktober, med 46 mm nederbörd.